# Pirates Savona 2019
Questa voce raccoglie le informazioni riguardanti i Pirates Savona nelle competizioni ufficiali della stagione 2019.

## Maschile

### Campionato Italiano Football a 9 FIDAF 2019

#### Stagione regolare
| Albisola Superiore 24 febbraio 2019, ore 14:30 | Pirates Savona | 36 – 13 (16-0 7-6 0-0 13-7) referto | Vikings Cavallermaggiore | Campo Sportivo Luceto (80 spett.)\| Arbitro: \| P. Moglia \| |
| Arbitro:                                       | P. Moglia      |                                     |                          |                                                              |

| Balangero 9 marzo 2019, ore 15:24 | Blitz Balangero | 18 – 32 (0-6 12-0 6-20 0-6) referto | Pirates Savona | C.S. Colombo "Blitzfield" (150 spett.)\| Arbitro: \| P. Moglia \| |
| Arbitro:                          | P. Moglia       |                                     |                |                                                                   |

| Albisola Superiore 17 marzo 2019, ore 14:30 | Pirates Savona | 37 – 14 (0-6 6-8 8-0 15-0) referto | Blitz Balangero | Campo Sportivo Luceto (70 spett.)\| Arbitro: \| M. Bernardi \| |
| Arbitro:                                    | M. Bernardi    |                                    |                 |                                                                |

| Albisola Superiore 31 marzo 2019, ore 14:30 | Pirates Savona | 20 – 7 (6-0 0-7 7-0 7-0) referto | Razorbacks Piemonte | Campo Sportivo Luceto (80 spett.)\| Arbitro: \| A. Maghini \| |
| Arbitro:                                    | A. Maghini     |                                  |                     |                                                               |

| Asti 7 aprile 2019, ore 14:30 | Alfieri Asti | 12 – 44 (6-8 0-6 6-16 0-14) referto | Pirates Savona | Circolo Grande Torino (50 spett.)\| Arbitro: \| A. Pagani \| |
| Arbitro:                      | A. Pagani    |                                     |                |                                                              |

| Cavallermaggiore 19 maggio 2019, ore 14:30 | Vikings Cavallermaggiore | 22 – 29 (0-0 8-19 6-10 8-0) referto | Pirates Savona | Campo Sportivo Comunale (85 spett.)\| Arbitro: \| A. Pagani \| |
| Arbitro:                                   | A. Pagani                |                                     |                |                                                                |

#### Playoff
| Albisola Superiore 9 giugno 2019, ore 16:00 | Pirates Savona | 17 – 12 (0-0 7-6 3-0 7-6) referto | Predatori Golfo del Tigullio | Campo Sportivo Luceto (310 spett.)\| Arbitro: \| M. Bernardi \| |
| Arbitro:                                    | M. Bernardi    |                                   |                              |                                                                 |

| Napoli 16 giugno 2019, ore 15:30 | Briganti Napoli | 16 – 0 (10-0 6-0 0-0 0-0) referto | Pirates Savona | Briganti Field |

### Statistiche di squadra
| Competizione | %Vittorie | In casa | In casa | In casa | In casa | In casa | In casa | In trasferta | In trasferta | In trasferta | In trasferta | In trasferta | In trasferta | Totale | Totale | Totale | Totale | Totale | Totale |
| Competizione | %Vittorie | G       | V       | N       | P       | Pf      | Ps      | G            | V            | N            | P            | Pf           | Ps           | G      | V      | N      | P      | Pf     | Ps     |
| ------------ | --------- | ------- | ------- | ------- | ------- | ------- | ------- | ------------ | ------------ | ------------ | ------------ | ------------ | ------------ | ------ | ------ | ------ | ------ | ------ | ------ |
| Campionato   | 1.000     | 3       | 3       | 0       | 0       | 93      | 34      | 3            | 3            | 0            | 0            | 105          | 52           | 6      | 6      | 0      | 0      | 198    | 86     |
| Playoff      | .500      | 1       | 1       | 0       | 0       | 17      | 12      | 1            | 0            | 0            | 1            | 0            | 16           | 2      | 1      | 0      | 1      | 17     | 28     |
| Totale       | .875      | 4       | 4       | 0       | 0       | 110     | 46      | 4            | 3            | 0            | 1            | 105          | 68           | 8      | 7      | 0      | 1      | 215    | 114    |

### Statistiche personali

#### Marcatori
| Giocatore          | Ruolo | TD rush | TD recv | TD int | TD p.ret | TD k.ret | TD oth | Xp1 | Xp2 | FG  | Saf | Totale |
| ------------------ | ----- | ------- | ------- | ------ | -------- | -------- | ------ | --- | --- | --- | --- | ------ |
| D. Leoni           |       | 6       | 0       | 0      | 0        | 0        | 0      | 2   | 2   | 0   | 0   | 42     |
| F. Burato          |       | 5       | 0       | 0      | 0        | 0        | 0      | 0   | 0   | 0   | 0   | 30     |
| G. Prosetti        |       | 0+0     | 2+2     | 0+0    | 0+0      | 0+0      | 0+0    | 0+0 | 1+0 | 0+0 | 0+0 | 26     |
| M. Bruno           |       | 0       | 0       | 2      | 0        | 0        | 2      | 0   | 0   | 0   | 0   | 24     |
| S. Raffaelli       |       | 0+0     | 1+0     | 0+0    | 0+0      | 0+0      | 0+0    | 5+2 | 2+0 | 1+1 | 0+0 | 23     |
| M. Pisano          |       | 2       | 1       | 0      | 0        | 0        | 0      | 0   | 1   | 0   | 0   | 20     |
| R. Tosi            |       | 1       | 1       | 0      | 0        | 0        | 0      | 0   | 1   | 0   | 0   | 14     |
| H. Ben Haj Hassine |       | 2       | 0       | 0      | 0        | 0        | 0      | 0   | 0   | 0   | 0   | 12     |
| M. Dervishi        |       | 1       | 0       | 0      | 0        | 0        | 0      | 0   | 0   | 0   | 0   | 6      |
| M. Ruta            |       | 0       | 1       | 0      | 0        | 0        | 0      | 0   | 0   | 0   | 0   | 6      |
| M. Secci           |       | 0       | 1       | 0      | 0        | 0        | 0      | 0   | 0   | 0   | 0   | 6      |
| M. Novara          |       | 0       | 0       | 0      | 0        | 0        | 0      | 0   | 2   | 0   | 0   | 4      |
| Team               |       | 0       | 0       | 0      | 0        | 0        | 0      | 0   | 0   | 0   | 1   | 2      |

#### Passer rating
| Giocatore    | G   | Att   | Comp  | Int | Yds     | TD  | NFL   | NCAA  |
| ------------ | --- | ----- | ----- | --- | ------- | --- | ----- | ----- |
| F. Burato    | 6+2 | 64+32 | 18+12 | 2+5 | 322+161 | 7+2 | 49,96 | 89,87 |
| N. Arnaldi   | 3   | 11    | 1     | 1   | 7       | 0   | 1,70  | -3,75 |
| S. Raffaelli | 1   | 1     | 0     | 0   | 0       | 0   | 39,58 | 0,00  |

## Femminile

### Campionato Italiano Football Americano Femminile 2019

#### Stagione regolare
| Arbitri: | Camossa M. di Cecio R. Massone A. Minasso E. Dolci |

|  |           |                                                                                              |
|  | Marcatori | Alberighi 0':24" Q2 (TD) 4yd run Zocca 1':30" Q3 (TD) 64yd run Zocca 2':14" Q4 (TD) 15yd run |

| Arbitri: | N. Pizzorno R. Passalacqua M. Curatolo A. Tornambe A. Verne |

|                                                                                        |           | |
| E. Bertorello 0':00" Q1 (TD) 6yd run Adami 6':43" Q4 (TD) 56yd run Adami Q4 (tpc) rush | Marcatori | S. Pittaluga 0':45" Q3 (TD) 18yd pass from C. de Carlo C. de Carlo 3':16" Q4 (TD) 3yd run F. Giuso Delalba Q4 (tpc) pass from C. de Carlo |

| Arbitri: | Jovanovic Gaias Mancino Gagliardi |

|                                                                                              |           |                                                                      |
| Nicola 2':10" Q1 (TD) 35yd run P. Aceti Q1 (tpc) pass from Carminati 0':44" Q2 (TD) 61yd run | Marcatori | N. Rollero 2':22" Q2 (TD) 1yd run N. Rollero 6':12" Q3 (TD) 48yd run |

| Arbitri: | P. Moglia Gaias V. Maraventano A. Minasso E. Tognoni |

| |           |  |
| Menaballi 1':13" Q1 (TD) 33yd run C. de Carlo Q1 (tpc) rush M. Monni 1':49" Q2 (TD) 14yd run S. Soldi 0':45" Q2 (TD) 8yd fumble recovery M. Monni 7':41" Q3 (TD) 46yd run | Marcatori |  |

#### Playoff
| Arbitri: | Tomaz Bernini Scivales Cortesi S. Capelli |

| |           |  |
| Mingozzi 5':28" Q2 (TD) 4yd run Mingozzi Q2 (tpc) rush Mingozzi 8':37" Q3 (TD) 1yd run Alberighi Q3 (tpc) rush Mingozzi 0':13" Q3 (TD) 11yd run | Marcatori |  |

### Statistiche di squadra
| Competizione | %Vittorie | In casa | In casa | In casa | In casa | In casa | In casa | In trasferta | In trasferta | In trasferta | In trasferta | In trasferta | In trasferta | Totale | Totale | Totale | Totale | Totale | Totale |
| Competizione | %Vittorie | G       | V       | N       | P       | Pf      | Ps      | G            | V            | N            | P            | Pf           | Ps           | G      | V      | N      | P      | Pf     | Ps     |
| ------------ | --------- | ------- | ------- | ------- | ------- | ------- | ------- | ------------ | ------------ | ------------ | ------------ | ------------ | ------------ | ------ | ------ | ------ | ------ | ------ | ------ |
| Campionato   | .375      | 2       | 1       | 0       | 1       | 26      | 18      | 2            | 0            | 1            | 1            | 26           | 28           | 4      | 1      | 1      | 2      | 52     | 46     |
| Playoff      | .000      | 0       | 0       | 0       | 0       | 0       | 0       | 1            | 0            | 0            | 1            | 0            | 22           | 1      | 0      | 0      | 1      | 0      | 22     |
| Totale       | .300      | 2       | 1       | 0       | 1       | 26      | 18      | 3            | 0            | 1            | 2            | 26           | 50           | 5      | 1      | 1      | 3      | 52     | 68     |

### Statistiche personali

#### Marcatrici
| Giocatrice       | Ruolo | TD rush | TD recv | TD int | TD p.ret | TD k.ret | TD oth | Xp1 | Xp2 | FG | Saf | Totale |
| ---------------- | ----- | ------- | ------- | ------ | -------- | -------- | ------ | --- | --- | -- | --- | ------ |
| M. Monni         |       | 2       | 0       | 0      | 0        | 0        | 0      | 0   | 0   | 0  | 0   | 12     |
| N. Rollero       |       | 2       | 0       | 0      | 0        | 0        | 0      | 0   | 0   | 0  | 0   | 12     |
| C. de Carlo      |       | 1       | 0       | 0      | 0        | 0        | 0      | 0   | 1   | 0  | 0   | 8      |
| Menaballi        |       | 1       | 0       | 0      | 0        | 0        | 0      | 0   | 0   | 0  | 0   | 6      |
| S. Pittaluga     |       | 0       | 1       | 0      | 0        | 0        | 0      | 0   | 0   | 0  | 0   | 6      |
| S. Soldi         |       | 0       | 0       | 0      | 0        | 0        | 1      | 0   | 0   | 0  | 0   | 6      |
| F. Giuso Delalba |       | 0       | 0       | 0      | 0        | 0        | 0      | 0   | 1   | 0  | 0   | 2      |

#### Passer rating
La classifica tiene in considerazione soltanto le quarterback con almeno 10 lanci effettuati.
| Giocatrice  | G   | Att  | Comp | Int | Yds    | TD  | NFL   | NCAA |
| ----------- | --- | ---- | ---- | --- | ------ | --- | ----- | ---- |
| C. de Carlo | 3+1 | 38+8 | 7+1  | 6+3 | 110+23 | 1+0 | 7,25  | 9,72 |
| N. Rollero  | 1   | 1    | 0    | 0   | 0      | 0   | 39,58 | 0,00 |